# Gare de Lébény-Mosonszentmiklós
La gare de Lébény-Mosonszentmiklós (en hongrois : Lébény-Mosonszentmiklós vasútállomás) est une halte ferroviaire hongroise, située à Mosonszentmiklós.